# Zuppa d'anatra
Zuppa d'anatra (Duck Soup) è un film del 1927 diretto da Fred Guiol. È il terzo cortometraggio interpretato da Stan Laurel e Oliver Hardy e il primo di cui sono entrambi protagonisti, sebbene non interpretino ancora i loro alter ego Stanlio e Ollio. Lo sketch su cui è basato il film, Home From the Honeymoon, fu scritto dal padre di Stan Laurel, Arthur J. Jefferson, e venne riutilizzato nel 1930 per Un nuovo imbroglio, un corto sonoro della coppia. Zuppa d'anatra fu distribuito negli Stati Uniti il 13 marzo 1927 dalla Pathé Exchange.
Considerato perduto per quasi cinquant'anni, il film fu ritrovato nel 1974 in una riedizione ritagliata da 9,5 mm con didascalie in francese; alle Giornate del cinema muto 2019 fu proiettata una copia integrale restaurata con la collaborazione tra Lobster Films, British Film Institute e Biblioteca del Congresso.

## Trama
Una guardia forestale vuole costringere i vagabondi Hives e Maltravers ad arruolarsi per spegnere degli incendi, e i due scappano finendo in una casa dove il proprietario e i domestici non ci sono (questi ultimi partono all'insaputa del proprietario,  il quale è in viaggio per un safari). Questa casa si dà in affitto. Il duo si trova così solo e libero di fare ciò che vuole finché non arrivano i coniugi Verdelamp per affittare la casa. Hives, allora, si traveste da domestica facendosi soprannominare Agnese e Maltravers si finge proprietario. Hives e Maltravers, dopo aver conosciuto meglio gli sposi, danno la casa in affitto e stanno per andarsene.
Ma il vero padrone torna prima del previsto perché ha dimenticato l'arco e le frecce e, dopo che Hives lo ha rinchiuso nell'armadio a muro, Maltravers lo spaccia per il vecchio proprietario che è impazzito e ritiene ancora la casa sua. Ma questo inizia ad inseguirli per la casa generando un bel po' di disastro. Inoltre la guardia forestale scopre Hives e Maltravers e li porta a spegner un incendio di cui sono ritenuti responsabili. Aperta l'acqua, a causa della loro inesperienza i due si distaccano dal terreno aggrappati al tubo d'acqua.

## Distribuzione

### Edizione italiana
Mai distribuito nei cinema italiani, il corto fu trasmesso su Raiuno il 6 novembre 1985 nel programma Risate con Stanlio e Ollio, accompagnato da musiche di Piero Montanari e traduzione delle didascalie da parte di doppiatori (tra cui Enzo Garinei e Giorgio Ariani per i personaggi di Laurel e Hardy).

## Remake
Il soggetto della comica fu riutilizzata da Laurel & Hardy nel corto Un nuovo imbroglio (1930). La storia è molto simile all'originale, il proprietario di casa è interpretato dalla storica spalla James Finlayson. Le gag improvvisate da Stanlio e Ollio sono più elaborate. La scena finale è differente dal soggetto: Stanlio e Ollio usano la penne di un bufalo per fuggire in bicicletta dalla polizia e finiscono contro un tram.